# Арнальдо Дзоккі
Арнальдо Дзоккі (20 вересня 1862, Флоренція  — 17 липня 1940, Рим) — італійський скульптор, син та учень Еміліо Дзоккі.

## З життєпису
Народився в сім'ї скульптора Еміліо Дзоккі та його дружини Енрічетти Чіані.
У 18 років вступив до Флорентійської академії мистецтв, де вивчав скульптуру під керівництвом батька. Дуже рано проявив свій талант скульптора. Його робота «Останні дні Помпеї» мала великий успіх, а своїм барельєфом «Гарібальді рятує Аніту» молодий А. Дзоккі прославився на всю Італію.
У віці 24 років А. Дзоккі переміг у конкурсі на створення пам'ятника П'єро делла Франческа в м. Сансеполькро (мармурову статую було встановлено 1892 року). Ця подія принесла йому загальне визнання. Відтоді А. Дзоккі був активним учасником національних та міжнародних конкурсів. Його монументальну скульптуру можна побачити на чотирьох континентах.

## Роботи
- Пам'ятник Христофору Колумбу (Буенос-Айрес)[en]
- Пам'ятник Джузеппе Гарібальді (Болонья)[it]
- Пам'ятник царю-визволителю (Софія)[bg]
- Пам'ятник Свободі (Русе)

## Галерея

### Пам'ятники

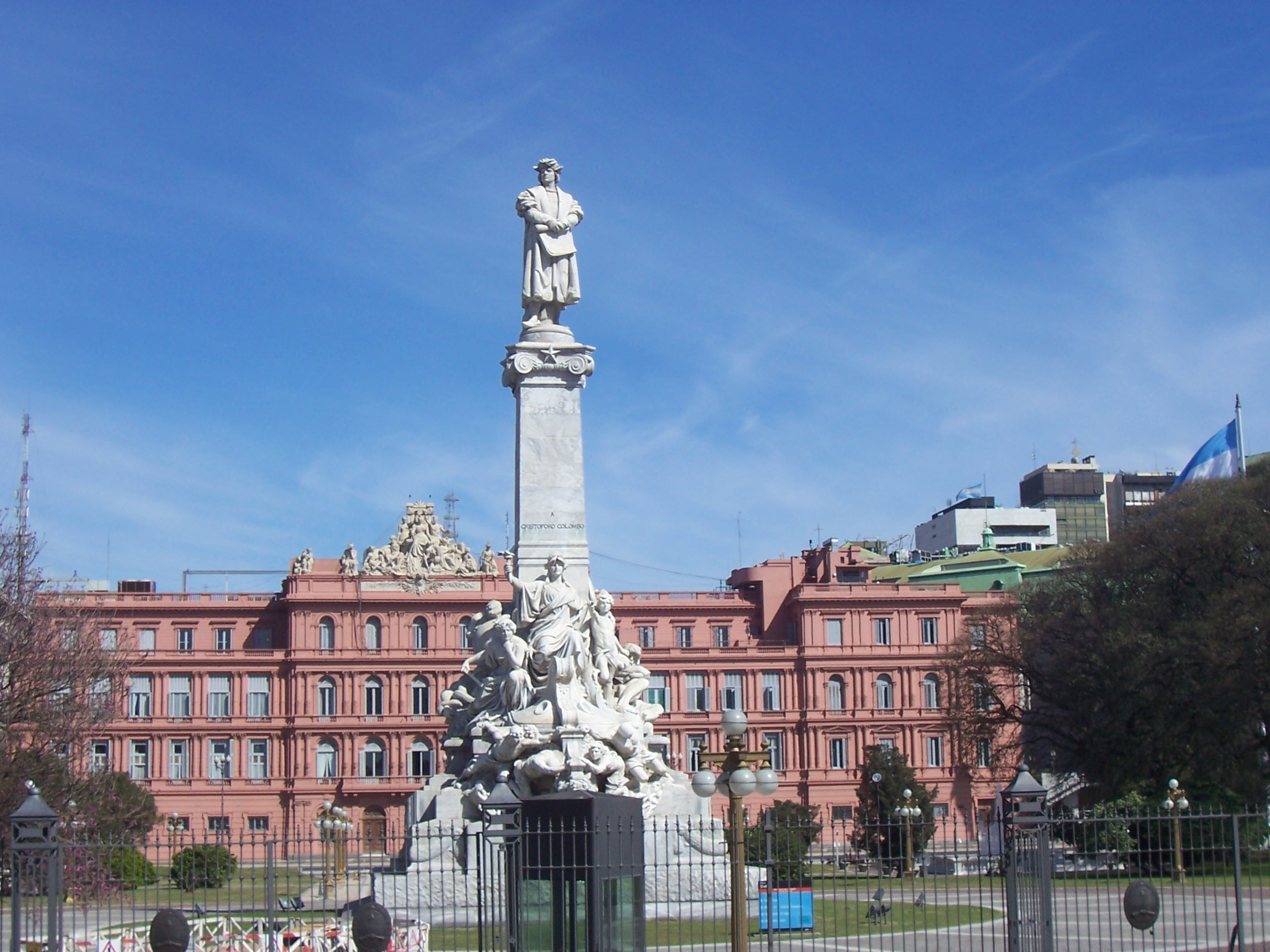
Пам'ятник Христофору Колумбу (Буенос-Айрес)[en]
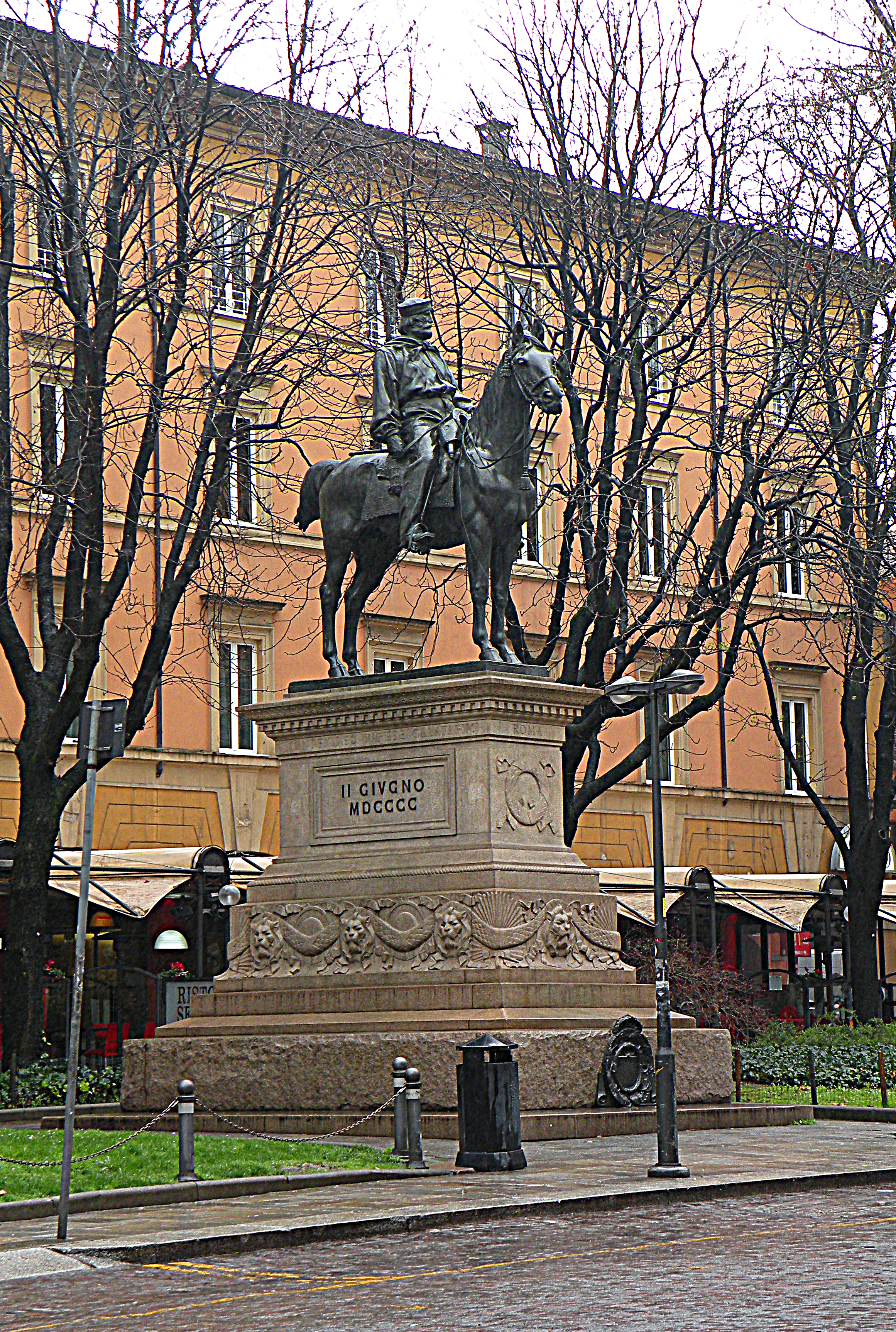
Пам'ятник Джузеппе Гарібальді (Болонья)[it]
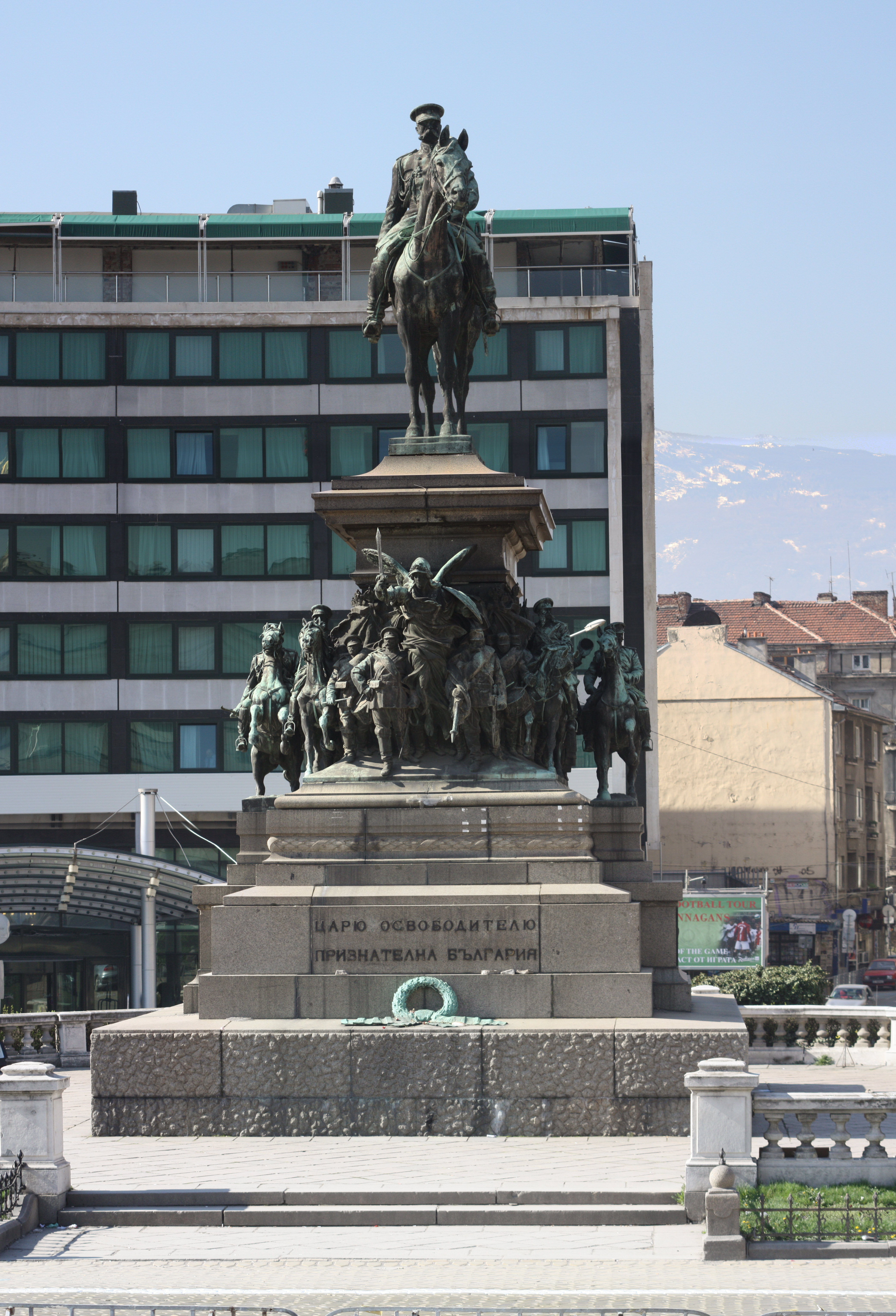
Пам'ятник царю-визволителю (Софія)[bg]
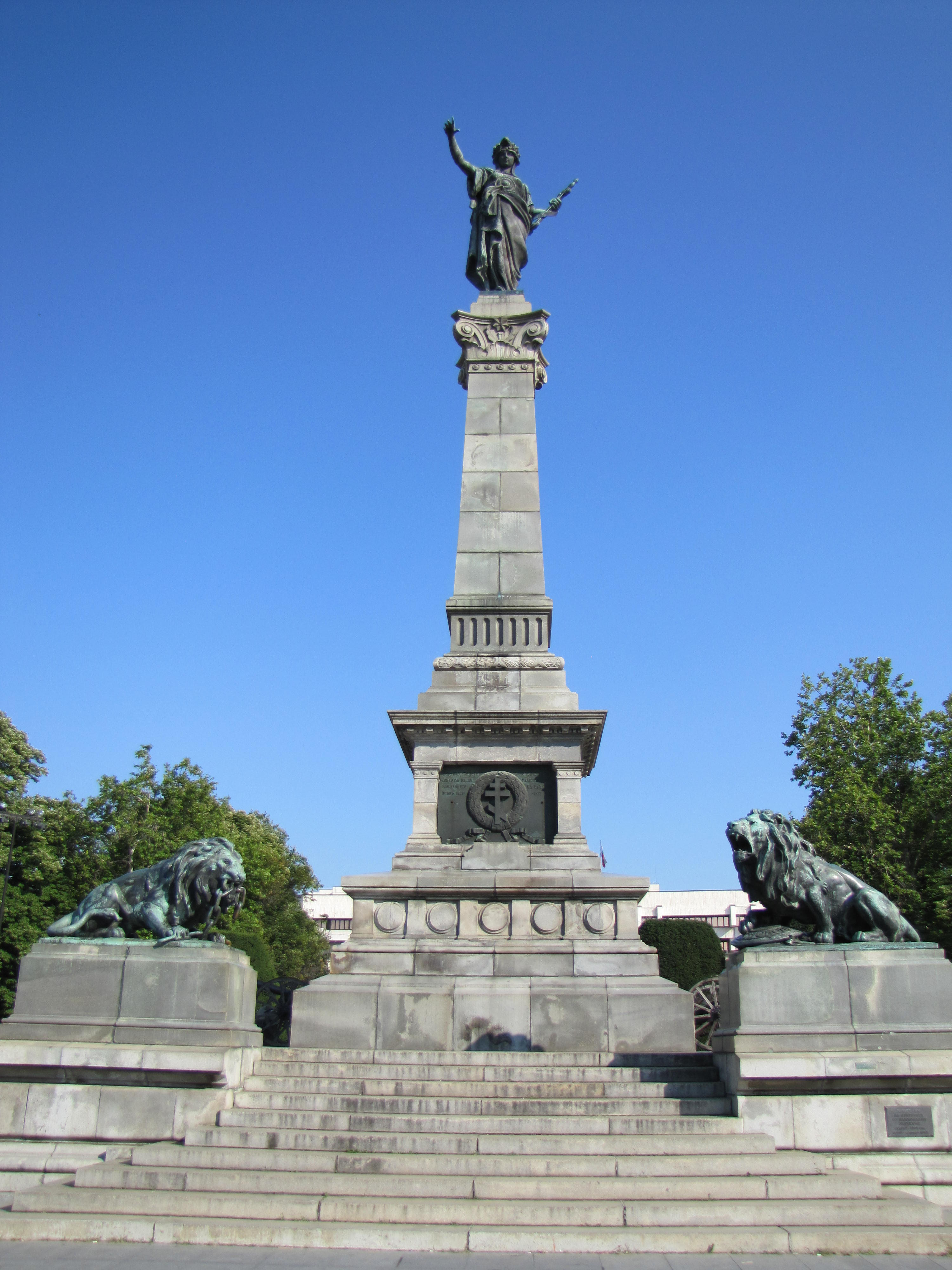
Пам'ятник Свободі (Русе)